# Lois Abbingh
Lois Abbingh, née le 13 août 1992 à Groningue, est une joueuse internationale néerlandaise de handball, évoluant au poste d'arrière gauche.

## Biographie
En décembre 2015, elle crée la surprise avec les Pays-Bas en atteignant la finale du championnat du monde, perdue face à la Norvège,.
Après deux saisons à Baia Mare, elle s'engage avec Issy Paris Hand pour la saison 2016-2017.
En décembre 2017, elle décroche une médaille de bronze lors du championnat du monde en remportant le match pour la troisième place face à la Suède.
À la fin de son contrat avec Issy Paris, elle rejoint le club russe de Rostov-Don.
Elle est nommée porte-drapeau de la délégation des Pays-Bas aux Jeux olympiques d'été de 2024 à Paris aux côtés du joueur de basket-ball Worthy de Jong.

## Palmarès

### En club
Compétitions internationales
- finaliste de la Ligue des champions (1) : 2019 (avec Rostov-Don)

Compétitions nationales
- vainqueur de la Coupe d'Allemagne (1) : 2012
- vainqueur de la Coupe de Roumanie (1) : 2015
- vainqueur du Championnat de Russie (2) : 2019, 2020
- vainqueur de la Coupe de Russie (2) : 2019, 2020
- vainqueur du Championnat du Danemark (2) : 2021, 2022.
- vainqueur de la Coupe du Danemark (1) : 2021

### En sélection
Championnats du monde
- 15e place du championnat du monde 2011
- 13e du championnat du monde 2013[8]
- finaliste du championnat du monde 2015
- troisième du championnat du monde 2017
- vainqueur du Championnat du monde 2019
- 9e place du championnat du monde 2021

Championnats d'Europe
- finaliste du championnat d'Europe 2016
- troisième du championnat d'Europe 2018
- 6e place du championnat d'Europe 2020

Jeux olympiques
- 4e place des Jeux olympiques de 2016
- 5e place des Jeux olympiques de 2020

autres
- finaliste du championnat d'Europe junior en 2011[9]
- troisième du championnat du monde jeune en 2010

### Distinctions individuelles
- meilleure marqueuse (71 buts) du Championnat du monde 2019
- meilleure marqueuse (65 buts) du championnat d'Europe junior en 2011[10]
- meilleure marqueuse (56 buts) du championnat du monde jeunes en 2010[11]

## Galerie

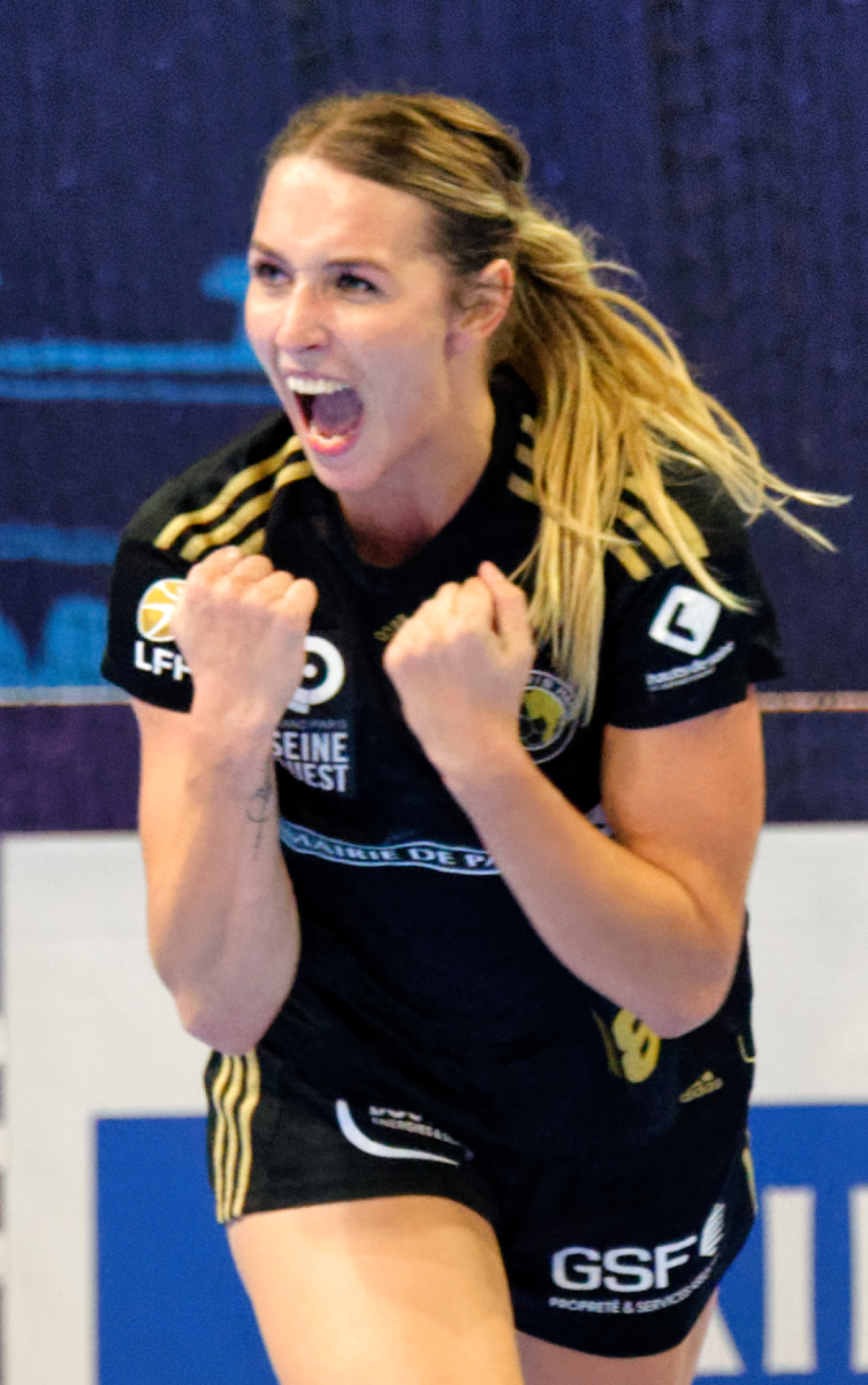
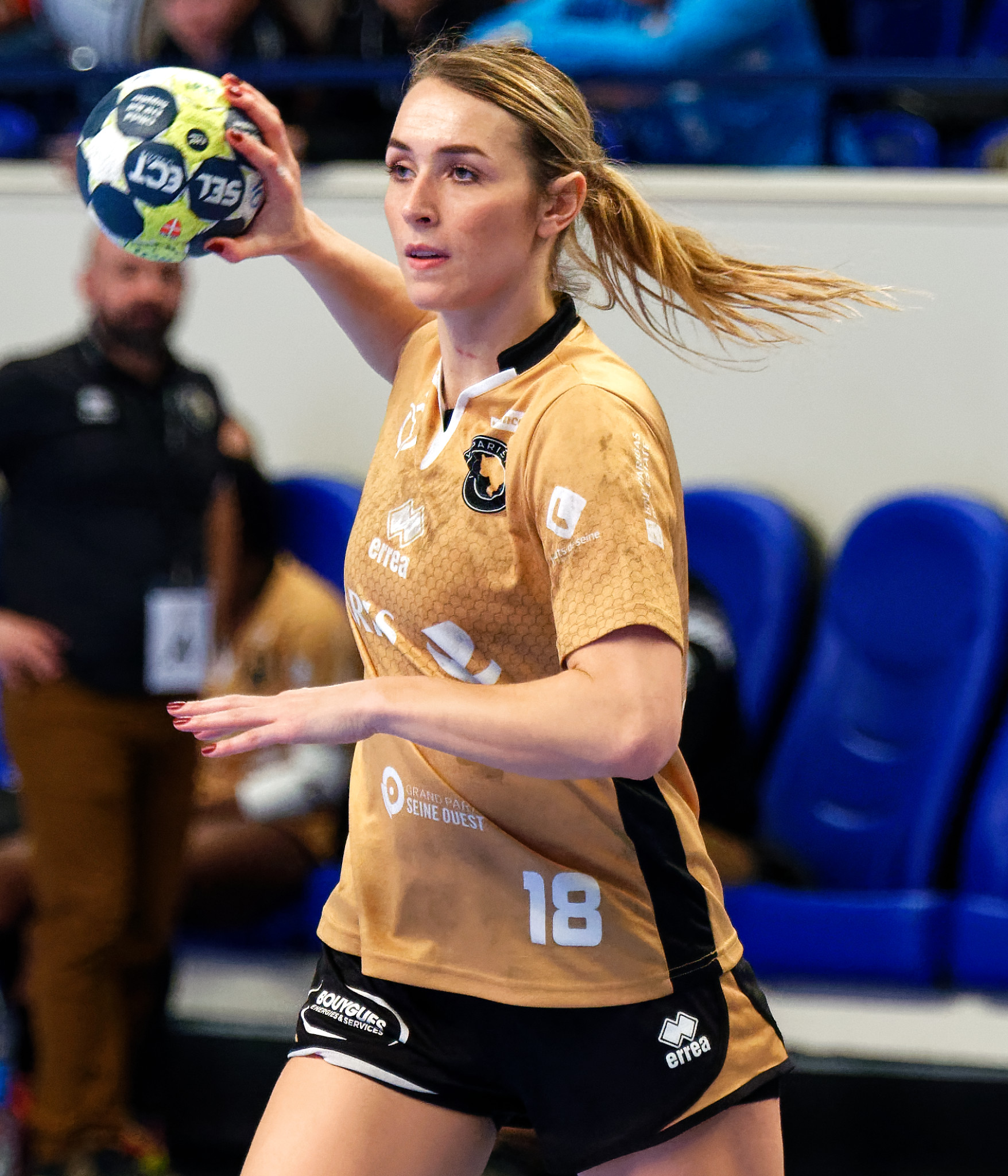
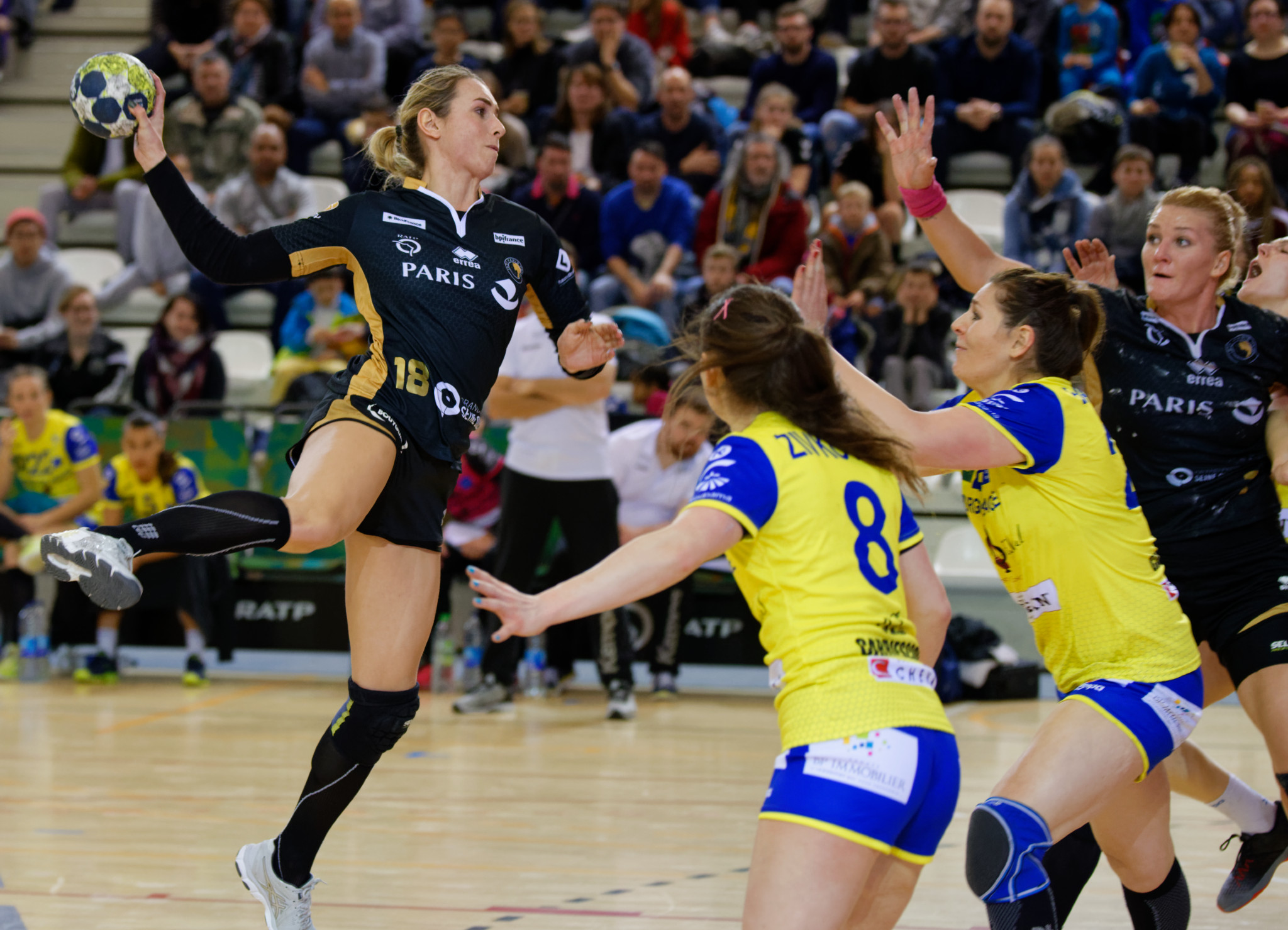
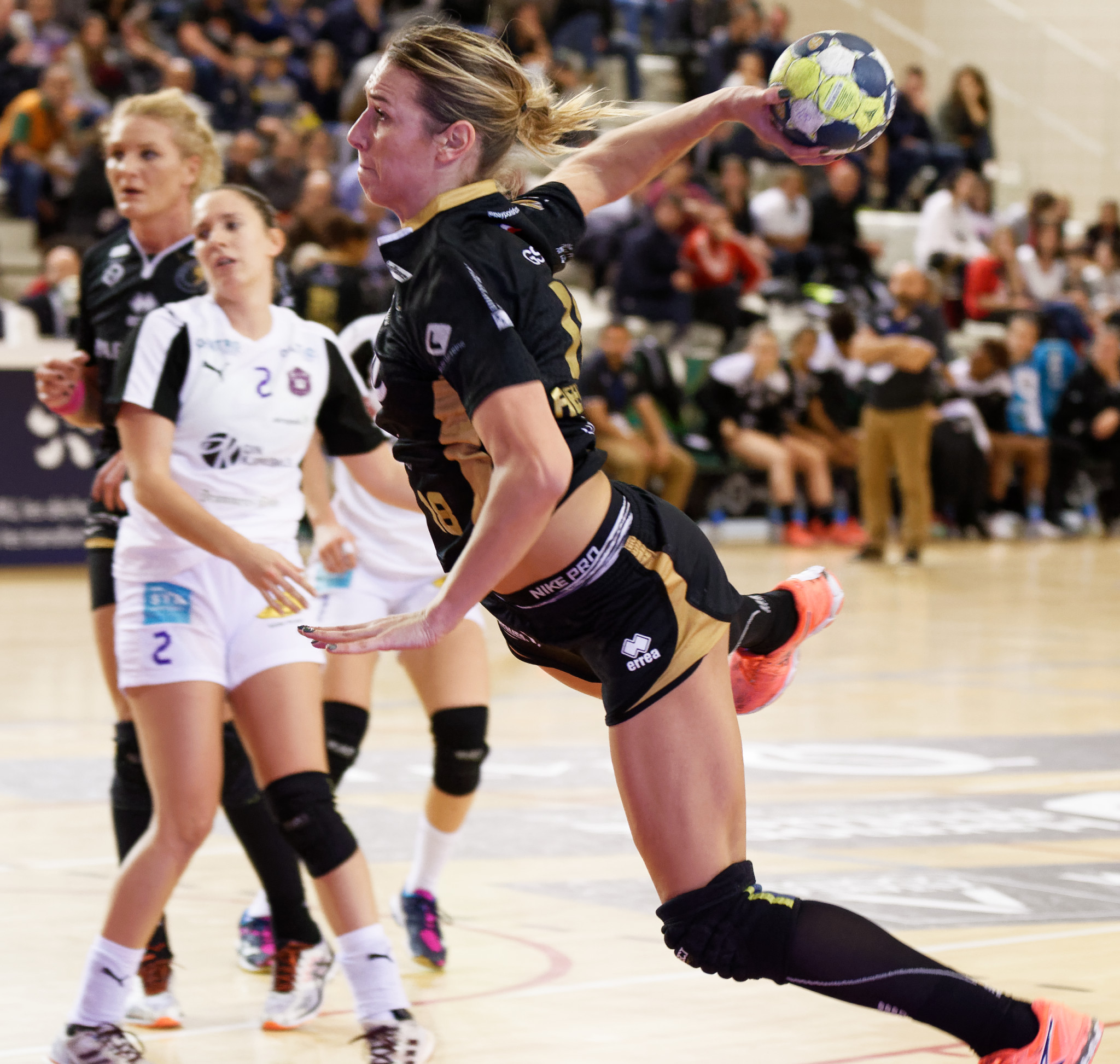
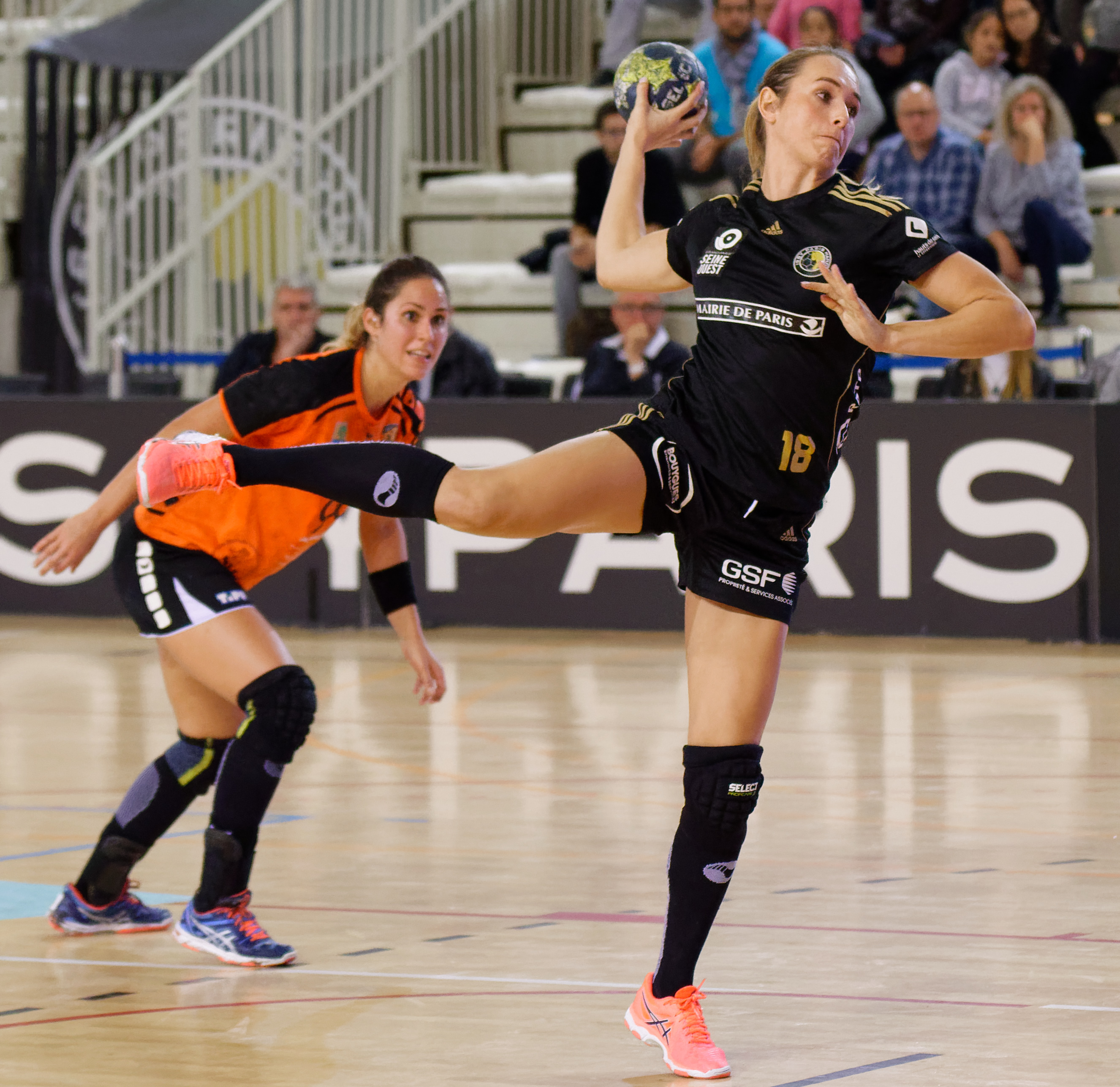